# FK Ostrožská Nová Ves
Fotbalový klub Ostrožská Nová Ves je fotbalový klub z Ostrožské Nové Vsi na Uherskohradišťsku, který byl založen v roce 1932. Od sezony 2020/21 nastupuje v I. B třídě Zlínského kraje – skupině C (7. nejvyšší soutěž).
Největším úspěchem klubu je účast ve 14 ročnících nejvyšší župní/krajské soutěže (1969–1973 a 2001–2011).
Svoje domácí zápasy hraje ve fotbalovém areálu v Nádražní ulici.

## Historické názvy
Zdroj: 
- 1932 – SK Ostrožská Nová Ves (Sportovní klub Ostrožská Nová Ves)
- 1948 – JTO Sokol Ostrožská Nová Ves (Jednotná tělovýchovná organisace Sokol Ostrožská Nová Ves)
- 1953 – DSO Slavoj Ostrožská Nová Ves (Dobrovolná sportovní organisace Slavoj Ostrožská Nová Ves)
- 1957 – TJ Slavoj Ostrožská Nová Ves (Tělovýchovná jednota Slavoj Ostrožská Nová Ves)
- 196? – TJ Družstevník Ostrožská Nová Ves (Tělovýchovná jednota Družstevník Ostrožská Nová Ves)
- 199? – FC Štěrkovna Ostrožská Nová Ves (Football Club Štěrkovna Ostrožská Nová Ves)[9]
- 2004 – FK DOBET Ostrožská Nová Ves (Fotbalový klub DOBET Ostrožská Nová Ves)
- 201? – FK Ostrožská Nová Ves (Fotbalový klub Ostrožská Nová Ves)
- 2016 – FK Ostrožská Nová Ves, z.s. (Fotbalový klub Ostrožská Nová Ves, zapsaný spolek)

## Stručná historie klubu
Poté, co Zemský úřad v Brně schválil (nezapověděl) stanovy klubu, konala se v neděli 21. srpna 1932 v hospodě U Formánků ustavující schůze za účasti 46 příznivců sportu. Prvním předsedou byl zvolen František Šálek. Sportovní klub Ostrožská Nová Ves začal hrát soutěže Hanácké župy footballové a mezi jeho první soupeře patřila mj. mužstva Kunovic a Spytihněvi.
Nejúspěšnější roky klub prožil na konci 60. a v první polovině 70. let 20. století, na něž navázal na začátku 3. tisíciletí.
V sezoně 2005/06 se klub účastnil Poháru Českomoravského fotbalového svazu. V předkole postoupil přes divizní mužstvo Kyjova (výhra 2:1) a v 1. kole pak vyřadil dalšího účastníka Divize D ze Šardic (výhra 2:1). Ve druhém kole narazil ve čtvrtek 1. září 2005 na prvoligový klub 1. FC Brno (dobový název Zbrojovky), se kterým v Ostrožské Nové Vsi před zraky 800 diváků prohrál 0:8 a z dalších bojů byl vyřazen.
Na konci ročníku 2016/17 opustil po dlouhých letech krajské soutěže a v sezonách 2017/18, 2018/19 a 2019/20 byl účastníkem II. třídy okresu Uherské Hradiště. Od sezony 2020/21 je účastníkem I. B třídy Zlínského kraje.
V Ostrožské Nové Vsi začínali mj. bývalí prvoligoví fotbalisté Antonín Jurásek a Josef Jelének. První fotbalové krůčky tu dělali také bratři Lukáš Sadílek (* 1996) a Michal Sadílek (* 1999), kteří jsou vnuky Antonína Juráska. Od roku 2008 zde trénoval Libor Soldán.

## Zázemí klubu
Fotbalový areál se nachází v Nádražní ulici v těsné blízkosti železniční stanice. Klub má k dispozici hřiště s přírodním trávníkem (106×60 metrů) a hřiště se škvárovým povrchem (104×56 metrů).

## Umístění v jednotlivých sezonách
Legenda: Z – zápasy, V – výhry, R – remízy, P – porážky, VG – vstřelené góly, OG – obdržené góly, +/− – rozdíl skóre, B – body, červené podbarvení – sestup, zelené podbarvení – postup, fialové podbarvení – reorganizace, změna skupiny či soutěže
| Československo (1945 – 1993) |                                            |        |    |     |       |     |     |     |      |    |        |
| Sezóny                       | Liga                                       | Úroveň | Z  | V   | R     | P   | VG  | OG  | +/−  | B  | Pozice |
| ...                          |                                            |        |    |     |       |     |     |     |      |    |        |
| 1954                         | II. třída okresu Veselí nad Moravou        | 5      | 18 | 16  | 1     | 1   | 127 | 17  | +110 | 33 | 1.     |
| 1955                         | I. B třída Gottwaldovského kraje – sk. jih | 5      | 22 | 15  | 3     | 4   | 78  | 25  | +53  | 33 | 1.     |
| 1956                         | I. A třída Gottwaldovského kraje           | 4      | 22 | 6   | 6     | 10  | 36  | 54  | −18  | 18 | 10.    |
| 1957/58                      | I. B třída Gottwaldovského kraje – sk. jih | 5      | 33 | 18  | 3     | 12  | 93  | 66  | +27  | 39 | 3.     |
| 1958/59                      | I. B třída Gottwaldovského kraje – sk. jih | 5      | 22 | 8   | 5     | 9   | 57  | 44  | +13  | 21 | 6.     |
| 1959/60                      | I. B třída Gottwaldovského kraje – sk. jih | 5      | 22 | 12  | 2     | 8   | 41  | 34  | +7   | 26 | 4.     |
| 1960/61                      | I. třída Jihomoravského kraje – sk. D      | 4      | 26 | 11  | 2     | 13  | 49  | 55  | −6   | 24 | 11.    |
| 1961/62                      | II. třída okresu Uherské Hradiště          | 5      | 22 | ... | ...   | ... | ... | ... | ...  |    |        |
| 1962/63                      | II. třída okresu Uherské Hradiště          | 5      | 22 | ... | ...   | ... | 60  | 29  | +31  | 31 | 1.     |
| 1963/64                      | I. B třída Jihomoravského kraje – sk. C    | 5      | 22 | 10  | 2     | 10  | 48  | 44  | +4   | 22 | 7.     |
| 1964/65                      | I. B třída Jihomoravského kraje – sk. C    | 5      | 22 | 10  | 6     | 6   | 57  | 42  | +15  | 26 | 3.     |
| 1965/66                      | I. B třída Jihomoravské oblasti – sk. C    | 6      | 22 | 16  | 2     | 4   | 61  | 24  | +37  | 34 | 1.     |
| 1966/67                      | I. A třída Jihomoravské oblasti – sk. B    | 5      | 26 | 11  | 6     | 9   | 51  | 54  | −3   | 28 | 4.     |
| 1967/68                      | I. A třída Jihomoravské oblasti – sk. B    | 5      | 26 | 8   | 7     | 11  | 45  | 57  | −12  | 23 | 8.     |
| 1968/69                      | I. A třída Jihomoravské oblasti – sk. B    | 5      | 26 | 12  | 5     | 9   | 47  | 40  | +7   | 29 | 7.     |
| 1969/70                      | Středomoravský župní přebor                | 5      | 26 | 11  | 6     | 9   | 47  | 45  | +2   | 28 | 5.     |
| 1970/71                      | Středomoravský župní přebor                | 5      | 26 | 6   | 8     | 12  | 34  | 55  | −21  | 20 | 12.    |
| 1971/72                      | Středomoravský župní přebor                | 5      | 26 | 10  | 6     | 10  | 46  | 51  | −5   | 26 | 9.     |
| 1972/73                      | Jihomoravský krajský přebor                | 5      | 30 | 7   | 12    | 11  | 45  | 52  | −7   | 26 | 14.    |
| 1973/74                      | I. A třída Jihomoravského kraje – sk. C    | 6      | 26 | 12  | 6     | 8   | 48  | 34  | +14  | 30 | 3.     |
| 1974/75                      | I. A třída Jihomoravského kraje – sk. C    | 6      | 26 | 11  | 5     | 10  | 50  | 44  | +6   | 27 | 5.     |
| 1975/76                      | I. A třída Jihomoravského kraje – sk. C    | 6      | 26 | 8   | 3     | 15  | 37  | 50  | −13  | 19 | 13.    |
| 1976/77                      | I. B třída Jihomoravského kraje – sk. F    | 7      | 26 | 9   | 8     | 9   | 49  | 44  | +5   | 26 | 8.     |
| 1977/78                      | I. B třída Jihomoravského kraje – sk. F    | 6      | 26 | 11  | 9     | 6   | 40  | 37  | +3   | 31 | 3.     |
| 1978/79                      | I. B třída Jihomoravského kraje – sk. F    | 6      | 26 | 9   | 5     | 12  | 37  | 47  | −10  | 23 | 11.    |
| 1979/80                      | II. třída okresu Uherské Hradiště          | 7      | 26 | ... | ...   | ... | 47  | 45  | +2   | 26 | 9.     |
| 1980/81                      | II. třída okresu Uherské Hradiště          | 7      | 26 | 13  | 5     | 8   | 34  | 30  | +4   | 31 | 2.     |
| ...                          |                                            |        |    |     |       |     |     |     |      |    |        |
| 1988/89                      | I. B třída Jihomoravského kraje – sk. D    | 7      | 26 | 13  | 7     | 6   | 37  | 28  | +9   | 33 | 2.     |
| 1989/90                      | I. B třída Jihomoravského kraje – sk. D    | 7      | 26 | ... | ...   | ... | ... | ... | ...  |    |        |
| ...                          |                                            |        |    |     |       |     |     |     |      |    |        |
| 1991/92                      | I. A třída Středomoravské župy – sk. B     | 6      | 26 | 8   | 4     | 14  | 49  | 60  | −11  | 20 | 13.    |
| 1992/93                      | I. A třída Středomoravské župy – sk. B     | 6      | 26 | 8   | 6     | 12  | 33  | 59  | −26  | 22 | 8.     |
| Česko (1993 – )              |                                            |        |    |     |       |     |     |     |      |    |        |
| Sezóny                       | Liga                                       | Úroveň | Z  | V   | R     | P   | VG  | OG  | +/−  | B  | Pozice |
| 1993/94                      | I. A třída Středomoravské župy – sk. B     | 6      | 26 | 10  | 5     | 11  | 52  | 49  | +3   | 25 | 5.     |
| 1994/95                      | I. A třída Středomoravské župy – sk. B     | 6      | 26 | 10  | 7     | 9   | 41  | 39  | +2   | 37 | 5.     |
| 1995/96                      | I. A třída Středomoravské župy – sk. B     | 6      | 26 | 9   | 0     | 17  | 30  | 55  | −25  | 27 | 11.    |
| 1996/97                      | I. A třída Středomoravské župy – sk. B     | 6      | 24 | 11  | 1     | 12  | 50  | 45  | +5   | 34 | 5.     |
| 1997/98                      | I. A třída Středomoravské župy – sk. B     | 6      | 26 | 13  | 3     | 10  | 38  | 34  | +4   | 42 | 6.     |
| 1998/99                      | I. A třída Středomoravské župy – sk. B     | 6      | 26 | 12  | 5     | 9   | 59  | 44  | +15  | 41 | 4.     |
| 1999/00                      | I. A třída Středomoravské župy – sk. B     | 6      | 26 | ... | ...   | ... | ... | ... | ...  |    |        |
| 2000/01                      | I. A třída Středomoravské župy – sk. B     | 6      | 26 | 18  | 4     | 4   | 59  | 23  | +36  | 58 | 1.     |
| 2001/02                      | Středomoravský župní přebor                | 5      | 30 | 10  | 6     | 14  | 41  | 58  | −17  | 36 | 11.    |
| 2002/03                      | Přebor Zlínského kraje                     | 5      | 30 | 11  | 6     | 13  | 41  | 43  | −2   | 39 | 12.    |
| 2003/04                      | Přebor Zlínského kraje                     | 5      | 30 | 12  | 8     | 10  | 48  | 45  | +3   | 44 | 8.     |
| 2004/05                      | Přebor Zlínského kraje                     | 5      | 30 | 12  | 3     | 15  | 52  | 54  | −2   | 39 | 11.    |
| 2005/06                      | Přebor Zlínského kraje                     | 5      | 30 | 7   | 2     | 21  | 29  | 55  | −26  | 23 | 15.    |
| 2006/07                      | Přebor Zlínského kraje                     | 5      | 28 | 11  | 4     | 13  | 33  | 46  | −13  | 37 | 8.     |
| 2007/08                      | Přebor Zlínského kraje                     | 5      | 28 | 9   | 6     | 15  | 35  | 46  | −11  | 33 | 13.    |
| 2008/09                      | Přebor Zlínského kraje                     | 5      | 30 | 12  | 5     | 13  | 35  | 43  | −8   | 41 | 8.     |
| 2009/10                      | Přebor Zlínského kraje                     | 5      | 30 | 9   | 5     | 16  | 35  | 58  | −23  | 32 | 15.    |
| 2010/11                      | Přebor Zlínského kraje                     | 5      | 30 | 6   | 6     | 18  | 36  | 65  | −29  | 24 | 14.    |
| 2011/12                      | I. A třída Zlínského kraje – sk. B         | 6      | 26 | 9   | 3     | 14  | 44  | 63  | −19  | 30 | 11.    |
| 2012/13                      | I. A třída Zlínského kraje – sk. B         | 6      | 24 | 11  | 6     | 7   | 52  | 40  | +12  | 39 | 5.     |
| 2013/14                      | I. A třída Zlínského kraje – sk. B         | 6      | 26 | 13  | 8     | 5   | 52  | 30  | +22  | 47 | 4.     |
| 2014/15                      | I. A třída Zlínského kraje – sk. B         | 6      | 26 | 6   | 1 / 2 | 17  | 24  | 72  | −48  | 22 | 13.    |
| 2015/16                      | I. B třída Zlínského kraje – sk. C         | 7      | 26 | 7   | 4 / 0 | 15  | 39  | 77  | −38  | 29 | 12.    |
| 2016/17                      | I. B třída Zlínského kraje – sk. C         | 7      | 26 | 4   | 1 / 1 | 20  | 38  | 92  | −54  | 15 | 13.    |
| 2017/18                      | II. třída okresu Uherské Hradiště          | 8      | 26 | 12  | 6     | 8   | 62  | 45  | +17  | 42 | 3.     |
| 2018/19                      | II. třída okresu Uherské Hradiště          | 8      | 26 | 14  | 6     | 6   | 64  | 38  | +26  | 48 | 3.     |
| 2019/20                      | II. třída okresu Uherské Hradiště          | 8      | 13 | 11  | 0     | 2   | 48  | 16  | +32  | 33 | 1.     |
| 2020/21                      | I. B třída Zlínského kraje – sk. C         | 7      | 8  | 5   | 0 / 0 | 3   | 19  | 13  | +6   | 15 | 4.     |
| 2021/22                      | I. B třída Zlínského kraje – sk. C         | 7      | 26 | 10  | 3     | 13  | 52  | 59  | −7   | 33 | 9.     |
| 2022/23                      | I. B třída Zlínského kraje – sk. C         | 7      | 26 | 8   | 3     | 15  | 45  | 65  | −20  | 27 | 12.    |
| 2023/24                      | I. B třída Zlínského kraje – sk. C         | 7      | 26 | 12  | 5     | 9   | 50  | 36  | +14  | 41 | 7.     |
| 2024/25                      | I. B třída Zlínského kraje – sk. C         | 7      | 24 | 16  | 2     | 6   | 57  | 42  | +15  | 50 | 2.     |

Poznámky:
- 1994/95: Od sezony 1994/95 včetně jsou za vítězství udělovány 3 body.
- 2014/15: Od sezony 2014/15 do sezony 2020/21 se v soutěžích Zlínského KFS hrálo tímto způsobem: Pokud zápas skončil nerozhodně, kopal se penaltový rozstřel. Jeho vítěz bral 2 body, poražený pak jeden bod. Za výhru po 90 minutách byly 3 body, za prohru po 90 minutách nebyl žádný bod.[54][55] V soutěžích OFS Uherské Hradiště ke změnám nedošlo – za vítězství jsou 3 body a za remízu si oba soupeři rozdělí po jednom bodu.[57][56]
- 2019/20: Z důvodu pandemie covidu-19 v Česku byl tento ročník z rozhodnutí FAČR ukončen po třinácti odehraných kolech.[58]
- 2020/21: Tato sezona byla ukončena předčasně z důvodu pandemie covidu-19 v Česku.

## FK Ostrožská Nová Ves „B“
FK Ostrožská Nová Ves „B“ byl rezervním týmem Ostrožské Nové Vsi, který se pohyboval v okresních soutěžích a byl zrušen po sezoně 2012/13.

### Umístění v jednotlivých sezonách
Legenda: Z – zápasy, V – výhry, R – remízy, P – porážky, VG – vstřelené góly, OG – obdržené góly, +/− – rozdíl skóre, B – body, červené podbarvení – sestup, zelené podbarvení – postup, fialové podbarvení – reorganizace, změna skupiny či soutěže
| Československo (1991 – 1993) |                                           |        |    |    |   |    |     |    |     |    |        |
| Sezóny                       | Liga                                      | Úroveň | Z  | V  | R | P  | VG  | OG | +/– | B  | Pozice |
| 1991/92                      | III. třída okresu Uherské Hradiště        | 9      | 22 | 8  | 4 | 10 | 33  | 38 | −5  | 20 | 6.     |
| 1992/93                      | III. třída okresu Uherské Hradiště        | 9      | 22 | 10 | 0 | 12 | 30  | 30 | 0   | 20 | 7.     |
| Česko (1993 – 2013)          |                                           |        |    |    |   |    |     |    |     |    |        |
| Sezóny                       | Liga                                      | Úroveň | Z  | V  | R | P  | VG  | OG | +/– | B  | Pozice |
| 1993/94                      | III. třída okresu Uherské Hradiště        | 9      | 22 | 6  | 1 | 15 | 36  | 52 | −16 | 13 | 11.    |
| ...                          |                                           |        |    |    |   |    |     |    |     |    |        |
| 2000/01                      | IV. třída okresu Uherské Hradiště – sk. A | 10     | 16 | 8  | 3 | 5  | 41  | 29 | +12 | 27 | 4.     |
| 2001/02                      | IV. třída okresu Uherské Hradiště – sk. A | 10     | 26 | 20 | 3 | 3  | 86  | 40 | +46 | 63 | 1.     |
| 2002/03                      | III. třída okresu Uherské Hradiště        | 9      | 26 | 7  | 3 | 16 | 43  | 59 | −16 | 24 | 13.    |
| 2003/04                      | III. třída okresu Uherské Hradiště        | 9      | 26 | 12 | 6 | 8  | 47  | 36 | +11 | 42 | 5.     |
| 2004/05                      | III. třída okresu Uherské Hradiště        | 9      | 26 | 12 | 4 | 10 | 54  | 48 | +6  | 40 | 5.     |
| 2005/06                      | III. třída okresu Uherské Hradiště        | 9      | 26 | 11 | 4 | 11 | 53  | 48 | +5  | 37 | 8.     |
| 2006/07                      | III. třída okresu Uherské Hradiště        | 9      | 26 | 10 | 4 | 12 | 47  | 54 | −7  | 34 | 7.     |
| 2007/08                      | III. třída okresu Uherské Hradiště        | 9      | 26 | 7  | 4 | 15 | 42  | 49 | −7  | 25 | 12.    |
| 2008/09                      | IV. třída okresu Uherské Hradiště – sk. A | 10     | 26 | 20 | 4 | 2  | 101 | 38 | +63 | 64 | 2.     |
| 2009/10                      | IV. třída okresu Uherské Hradiště – sk. B | 10     | 24 | 20 | 1 | 3  | 70  | 23 | +47 | 61 | 1.     |
| 2010/11                      | III. třída okresu Uherské Hradiště        | 9      | 26 | 16 | 0 | 10 | 42  | 45 | −3  | 48 | 5.     |
| 2011/12                      | III. třída okresu Uherské Hradiště        | 9      | 26 | 4  | 4 | 18 | 30  | 79 | −49 | 16 | 13.    |
| 2012/13                      | IV. třída okresu Uherské Hradiště – sk. A | 10     | 26 | 11 | 2 | 13 | 81  | 78 | +3  | 35 | 8.     |